# 夫婦滝 (大分県)
夫婦滝（ふうふのたき、めおとだき）は、大分県玖珠郡玖珠町にある滝である。

## 概要
耶馬渓六十六景のひとつに数えられる西椎屋の滝の景の中にある。かつて地元ではから滝、涸れ滝と呼ばれていたが、大小2条の流れが寄り添うようにして落ちることから夫婦滝と呼ばれるようになった。小川内の集落からは、棚田越しにその美しい姿を遠望することが出来る。滝前に至るには若干の沢歩きと藪漕ぎを要する。
この滝が架かる走落川は約1km下流で日出生川に合流する。この合流点から日出生川を約300m遡ると日本の滝百選である西椎屋の滝に至る。